# Project finance
Project finance – szczególny sposób finansowania dużych inwestycji o dużej kapitałochłonności, zwłaszcza inwestycji infrastrukturalnych. Do realizacji inwestycji tworzy się specjalną spółkę celową (SPV z ang. special-purpose vehicle), której jedynym przedmiotem działania jest zarządzanie inwestycją. Finansowanie w formule project finance charakteryzuje się dużym udziałem kapitału obcego (70–90%). Wśród kapitałów obcych można wymienić: komercyjny kredyt bankowy, kredyty udzielane przez międzynarodowe instytucje finansowe (np. Europejski Bank Odbudowy i Rozwoju), obligacje emitowane przez SPV. Zobowiązania są spłacane z nadwyżek finansowych generowanych przez inwestycję. Zabezpieczeniem kredytu są aktywa spółki.
Podstawowe korzyści wynikają bezpośrednio z różnic pomiędzy zwykłym finansowaniem a finansowaniem typu project finance. Finansowanie to nie jest uzależnione od wiarygodności kredytowej podmiotu realizującego inwestycje ani od wyceny zaangażowanego kapitału, ponieważ kredytodawca akceptuje warunki kredytowania na podstawie oceny zyskowności przedsięwzięcia.
Standardowy project finance składa się z czterech faz:
1. Fazy przedinwestycyjnej, w wyniku której powinien powstać dokument zwany studium wykonalności, a który między innymi identyfikuje sponsorów, jest pierwszą prezentacją projektu bankom finansującym.
2. Fazy realizacyjnej – obejmuje ona głównie założenie przez inwestorów spółki celowej do wykonania określonego w projekcie zadania, przygotowanie dokumentacji, podpisanie niezbędnych umów, kontraktów wykonawczych oraz uruchomienie finansowania.
3. Fazy rozruchu, podczas której obiekt udostępniany jest użytkownikowi. Od tego momentu rozpoczyna się spłata kredytu z wygenerowanych nadwyżek finansowych.
4. Fazy operacyjnej polegającej na normalnej eksploatacji obiektu i całkowitej spłacie zobowiązań.